# Lathys annulata
Lathys annulata is een spinnensoort in de taxonomische indeling van de kaardertjes (Dictynidae).
Het dier behoort tot het geslacht Lathys. De wetenschappelijke naam van de soort werd voor het eerst geldig gepubliceerd in 1906 door Friedrich Wilhelm Bösenberg & Embrik Strand.